# Robenhausen

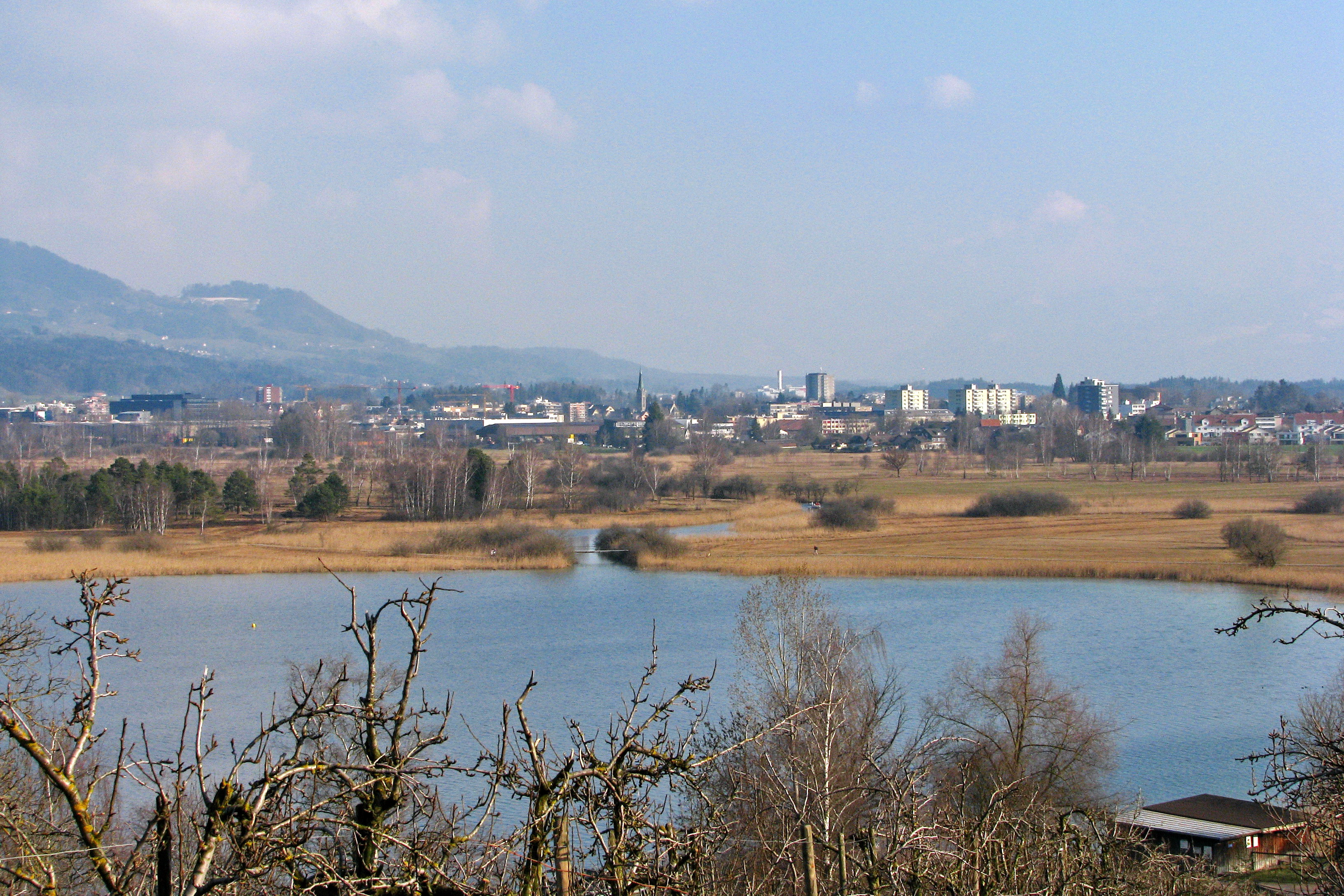
Riedgebiete des Pfäffikersees bei Seegräben, Wetzikon-Robenhausen im Hintergrund

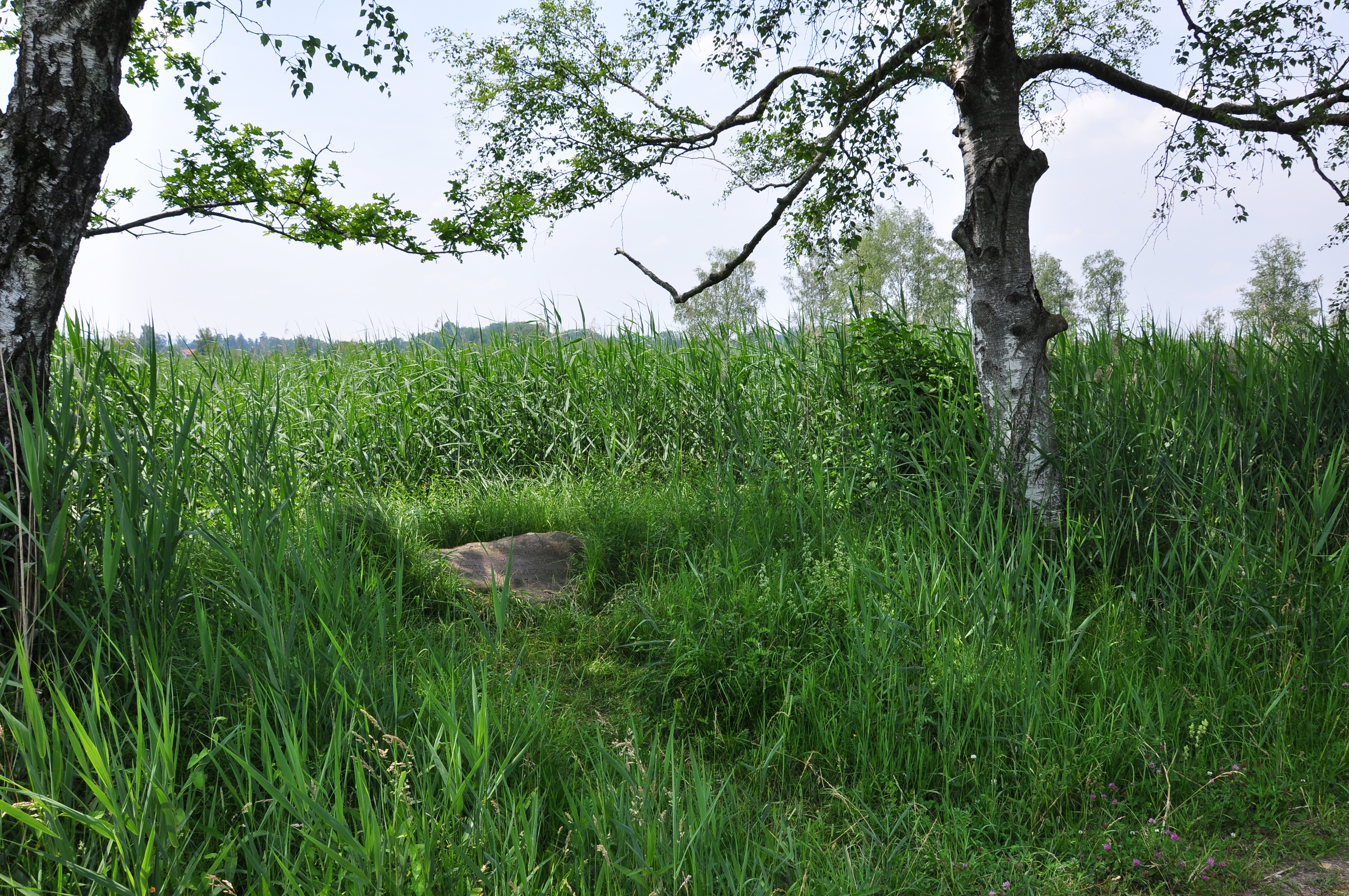
Fundort von „Pfahlbauten“ durch Jakob Messikommer im Jahr 1858

Luftbild aus 200 m, Robenhausen, im Hintergrund Pfäffikersee, von Walter Mittelholzer (1931)

Robenhausen ist ein Ortsteil der Stadt Wetzikon im Bezirk Hinwil des Kantons Zürich.
Die heutige politische Gemeinde Wetzikon besteht aus den einstigen Zivilgemeinden Robenhausen, Robank, Kempten, Ettenhausen, Ober- und Unterwetzikon, Stegen, Walfershausen sowie dem Ortsteil Medikon.

## Archäologie
Das Gebiet Robenhausens war bereits in der Jungsteinzeit besiedelt. 1943 wurden die Reste eines bis heute nicht datierten Einbaumes im Robenhauser Ried gefunden, 2002 konnten Reste einer Siedlung der Glockenbecherkultur (2500–2200 v. Chr.) nachgewiesen werden. In Robenhausen-Himmerich wurden zwei bronzezeitliche Anhänger gefunden. Dank der benachbarten prähistorischen Fundstätte Robenhausen ist Wetzikon Teil des UNESCO-Weltkulturerbes Prähistorische Pfahlbauten um die Alpen.

## Bildung
In Robenhausen befindet sich als Grundschule (Klassen 1–6) das Primarschulhaus Robenhausen. Ebenfalls befindet sich eine Rudolf-Steiner-Schule in Robenhausen.

## Soziales Leben
An den Samstagen zwischen Mitte März und Anfang Dezember findet mit dem „Robehuuser Wuchemärt“ ein Wochenmarkt statt. Dieser Markt sowie Einkaufsmöglichkeiten, eine Poststelle und mehrere Gaststätten verleihen Robenhausen im Vergleich zu anderen Stadtteilen von Wetzikon gewissen Dorfcharakter.
In dem Ortsteil hat sich 1976 ein „Quartierverein Robenhausen“ gebildet, dessen Zielsetzung die Erhaltung und Förderung des Gemeinschaftsgeistes in dem Ortsteil und die Vertretung der Bewohner gegenüber Behörden ist. Weiter  besteht mit dem TC Robenhausen ein Tennisverein und die Fasnacht Gesellschaft Robenhausen. Am 1. April 2000 wurde der Eishockey Verein HC Robehuuse gegründet. Dieser spielt in der Zürcher Eishockey Plauschliga ZEP mit.
Die Aabachgruppe Robenhausen kümmert sich um die alte Badihütte, ein Bootshaus aus dem Jahre 1905. Zudem veranstalten sie jedes Jahr am letzten Samstag im Mai das traditionsreiche Aabachfest.
Seit dem 11. November 2010 gibt es nun auch den hier ansässigen Verein "Theater Robehuuse". Der einzige Wetziker Theaterverein führt jedes Jahr im September ein humorvolles Theaterstück auf, dies im Singsaal des Schulhauses Robenhausen.